# Janka (Name)
Janka ist ein Vor- und Familienname.

## Herkunft des Familien- und Vornamens
Der Name Janka ist aus einer ungarischen, obersorbischen, polnischen oder tschechischen Form des Vornamens „Johanna/Johannes“ hervorgegangen und mit der Kurzform Jan verwandt. Johannes ist die griechische Form des hebräischen Yochanan (יוחנן). Jan/Janka/Johanna/Johannes bedeuten in etwa „JHWH (Gott) ist gnädig“ oder „JHWH ist gütig“.

## Varianten
Als eindeutschende Schreibungen von Janka gelten Janke und Jancke, wobei in Böhmen und Mähren, wo die Amtssprache im Laufe der Jahrhunderte mehrmals wechselte, diese Namen in den Urkunden synonym verwendet wurden.
Weitere Varianten und Schreibweisen des Namens sind Janca, Jancka, Jangke und Janko.
Im rätoromanischen Sprachgebiet ist Janka eine Variante des männlichen Vornamens Johannes.

## Namensträger

### Familienname
- Albert Janka (1907–1933), deutscher Politiker (KPD) und NS-Opfer
- Carlo Janka (* 1986), Schweizer Skirennfahrer
- Emil Janka (1894–1952), deutscher Jurist
- Friedrich Janka (1878–1957), deutscher Jurist und Politiker
- Gabriel Janka (1864–1932), österreichischer Forstingenieur
- Hans-Thomas Janka (* 1960), deutscher Astrophysiker
- Jörg Paul Janka (* 1965), deutscher bildender Künstler
- Markus Janka (Altphilologe) (* 1969), deutscher Philologe
- Markus Janka (Eishockeyspieler) (* 1980), deutscher Eishockeytorwart
- Viktor Janka von Bulcs (1837–1890), ungarischer Botaniker
- Walter Janka (1914–1994), deutscher Verleger
- Wolfgang Janka (* 1937), deutscher Diplom-Chemiker und Politiker (CDU)

### Vorname
männlich
- Janka Bryl (1917–2006), belarussischer Schriftsteller
- Janka Kupala (1882–1942), belarussischer Dichter, Dramatiker, Publizist und Übersetzer
- Janka Nabay (1964–2018), sierra-leonischer Sänger, Komponist und Bandleader

weiblich
- Janka Mikes (1866–1930), Hofdame von Elisabeth von Österreich-Ungarn
- Janka Rohrberg (* 1988), deutsche Fußballspielerin